# Operacja wileńska (1944)
Operacja wileńska – operacja wojskowa przeprowadzona przez Armię Czerwoną w dniach od 5 do 20 lipca 1944 roku podczas operacji Bagration.

## Siły obu stron

### Armia Czerwona
W operacji uczestniczyły jednostki 3 Frontu Białoruskiego pod dowództwem Iwana Daniłowicza Czerniachowskiego: 
- 2 Gwardyjska Armia (dowodzący Kuźma Galicki)
- 5 Armia (dowodzący generał porucznik Nikołaj Kryłow)
- 31 Armia (dowodzący Wasyl Głagolew)
- 39 Armia (dowodzący Iwan Ludnikow)
- 5 Gwardyjska Armia Pancerna (dowodzący generał porucznik wojsk pancernych Paweł Rotmistrow)
- 1 Armia Lotnicza (dowodzący Timofiej Chriukin).

W walkach o Wilno uczestniczyły także oddziały polskiej Armii Krajowej, od 7 lipca realizując niezależną operację Ostra Brama. Po wyzwoleniu miasta jej uczestnicy zostali internowani. W wyzwoleniu Wilna brało udział także 11 oddziałów partyzantki radzieckiej składających się z Litwinów, zjednoczonych w dwie brygady partyzanckie: wileńską (dowódca M. Micejka) i trokowską (dowódca T. Monczunskas). Partyzanci pomagali wojskom w walkach na południowych peryferiach miasta i w rejonie stacji kolejowej.

### Wehrmacht
Zwartego frontu obrony Niemcy na wileńskim kierunku nie posiadali i przeciwdziałali tylko oddzielnymi podchodzącymi oddziałami i resztką rozbitych sił. Niemieckie dowództwo próbowało zatrzymać ofensywę wojsk radzieckich na wcześniej przygotowywanej rubieży Dyneburg – Wilno – Lida, gdzie skupiały się cofające się części 3 Armii Pancernej i 4 Armii Grupy Armii Środek. Wilno było ważnym węzłem kolejowym i ostatnim dużym punktem oporu wojsk niemieckich na podejściach do Prus Wschodnich. Jego garnizon liczył 12–15 tys. żołnierzy i oficerów, oprócz tego podczas działań bojowych ugrupowanie to było wzmocnione przez nowo przybyłe oddziały. W mieście znajdowało się 320 dział artyleryjskich, około 420 karabinów maszynowych oraz kilkadziesiąt czołgów.

## Przebieg walk
Dużą rolę w operacji wileńskiej odegrała radziecka 1 Armia Lotnicza, szczególnie od 7 do 13 lipca. Bezpośrednio przed szturmem miasta 163 samolotów Pe-2 i 51 Ił-2 wykonało uderzenia bombowo-szturmowe na podstawowe węzły oporu przeciwnika. 
5 lipca 3 Front Białoruski zaczął natarcie bez przegrupowania sił. 7 lipca oddziały 5 Gwardyjskiej Armii Pancernej i 3 Gwardyjskiego Korpusu Zmechanizowanego (dow. Wiktor Obuchow) podeszły do miasta i zaczęły obchodzić go od południa i zachodu. Nacierające oddziały 35 Gwardyjskiej Brygady Pancernej i 3 Korpusu Zmechanizowanego przedarły się na peryferie miasta, jednakże napotkały zacięty opór i na skutek kontrataków były zmuszone do wycofania się. 
W nocy na 8 lipca do Wilna podeszły nowe oddziały niemieckie; do miasta przybył nowy komendant gen. Reiner Stahel z rozkazem utrzymania miasta do przybycia rezerw. Rano 8 lipca do walki weszły jednostki 5 Armii pod dowództwem Nikołaja Kryłowa. Przy wsparciu artylerii i czołgów przecięły one linię kolejową w odległości pół kilometra od dworca, zajęły lotnisko, Ponary i weszły do południowo-zachodnich peryferii Wilna. Inne oddziały obeszły miasto od północy i przeprawiwszy się przez Wilię, przeprowadziły natarcie na północno-zachodnich podejściach do Wilna.
9 lipca oddziały 5 Gwardyjskiej Armii Pancernej i 3 Korpusu Zmechanizowanego we współdziałaniu z jednostkami 5 Armii okrążyły Wilno i zaczęły walki na ulicach miasta. Garnizon niemiecki został w czasie walk wzmocniony zrzutem w okolicach miasta 10 lipca kilkuset spadochroniarzy 2 Dywizji Strzelców Spadochronowych. Przez kilka dni w mieście trwały zaciekłe walki uliczne z broniącymi się hitlerowcami, w których oddziały AK współdziałały z oddziałami Armii Czerwonej. Przeciwnik, wzmocniony desantem powietrznym wysadzonym 10 lipca w okręgu lasu Pogrudas (6 km na zachód od miasta), nieskutecznie próbował przedrzeć się przez pierścień okrążenia. 40 km na zachód od miasta skupione było ugrupowanie uderzeniowe (pułk piechoty zmotoryzowanej, 150 czołgów i dział szturmowych), które w ciągu trzech dni prowadziło bezskuteczne ataki z okręgów Mejszagoły i na zachód od Jewi w celu odblokowania otoczonego garnizonu. 
10 lipca wojska radzieckie zajęły całą północną część Wilna i weszły do Starego Miasta. Na Baszcie Giedymina podniesiono czerwony sztandar. W nocy z 12 na 13 lipca niemiecka 6 Dywizja Pancerna, przy wsparciu Dywizji "Großdeutschland" przebiła korytarz do Wilna. Przebieg walk osobiście nadzorował gen. płk Georg-Hans Reinhardt, dowódca 3 Armii Pancernej. Z okrążonego Wilna wyprowadzono trzy tysiące niemieckich żołnierzy; wojska niemieckie zostały wyparte z centrum miasta na zachodnie peryferie. Podstawowe ugrupowanie było rozcięte na dwie części. Jedna była przyciśnięta do rzeki Wilii w okręgu Łukiszkies, inna – w okręgu parku Wingis. Wieczorem 12 lipca generał Stahel wydał rozkaz resztce swojego oddziału, by o godzinie 21:00 opuścić miasto, sforsować Wilię i wycofać się w północno-zachodnim kierunku. Sam z grupą oficerów również opuścił Wilno. 
Po szturmie ostatnich ognisk oporu 13 lipca 1944 roku Wilno zostało całkowicie wyzwolone. W walkach o miasto zginęło około 8000 żołnierzy niemieckich, a 5000 zostało wziętych do niewoli, zdobyto 156 dział, wiele czołgów, samochodów, broni i amunicji.
Podczas walk o Wilno 11 Gwardyjska Armia i 31 Armia, które nacierały bardziej na południe, wyszły nad Niemen i do 15 lipca zajęły kilka przyczółków na zachodnim brzegu rzeki. Do 20 lipca wybuchły przewlekłe walki o przyczółki na zachodnim brzegu Niemna, a także przygotowywano się do dalszego natarcia. 
W wyniku operacji wileńskiej stworzone zostały warunki dla 3 Frontu Białoruskiego do przekroczenia granicy z Prusami Wschodnimi. 
Dwadzieścia najbardziej wyróżniających się w walkach oddziałów i jednostek frontu nagrodzono nazwą honorową "Wileński".

## Galeria

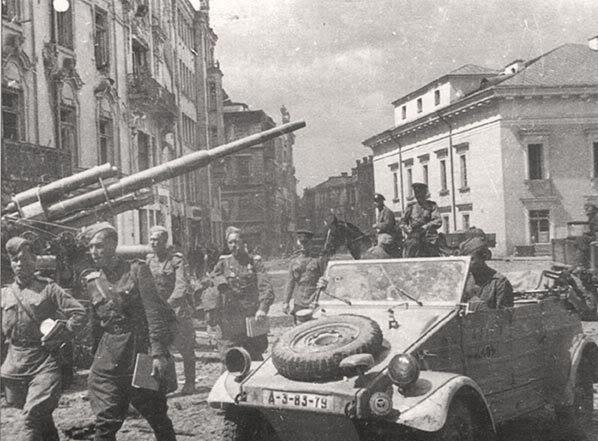
Żołnierze Armii Czerwonej wkraczają do Wilna
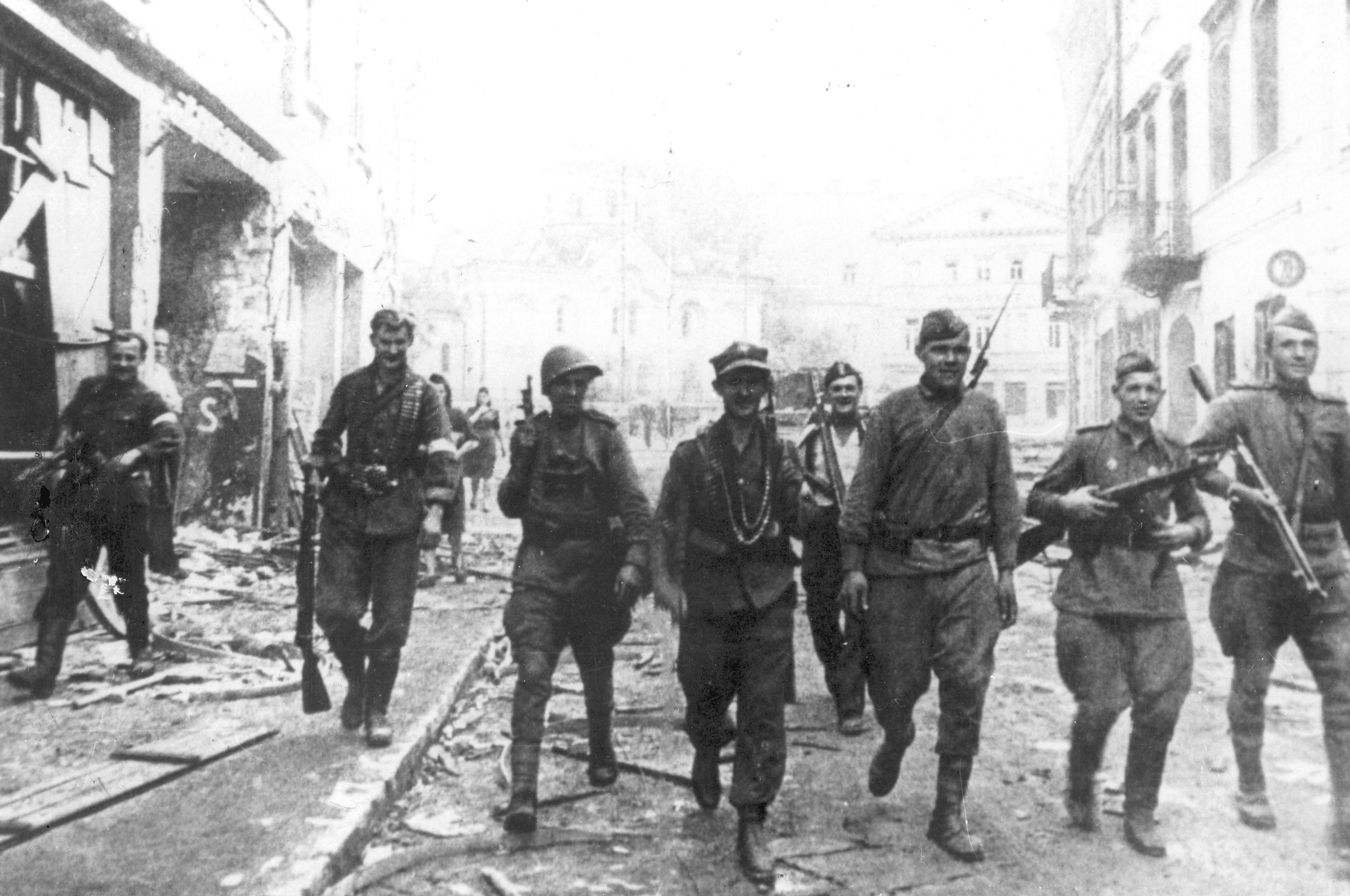
Walki o wyzwolenie Wilna. Patrol żołnierzy Armii Krajowej i radzieckich na ulicy Wielkiej
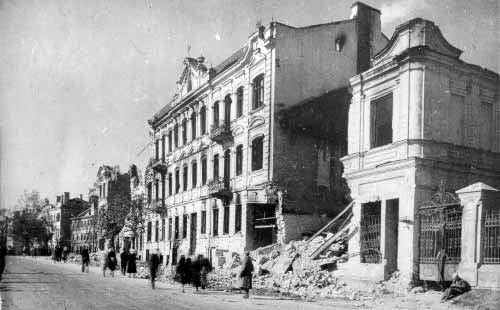
Wilno, ul. Kolejowa - 1944
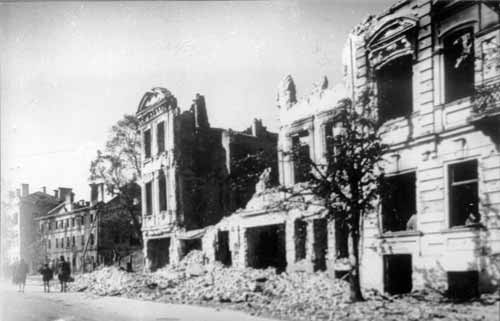
Wilno, ul. Kolejowa - 1944
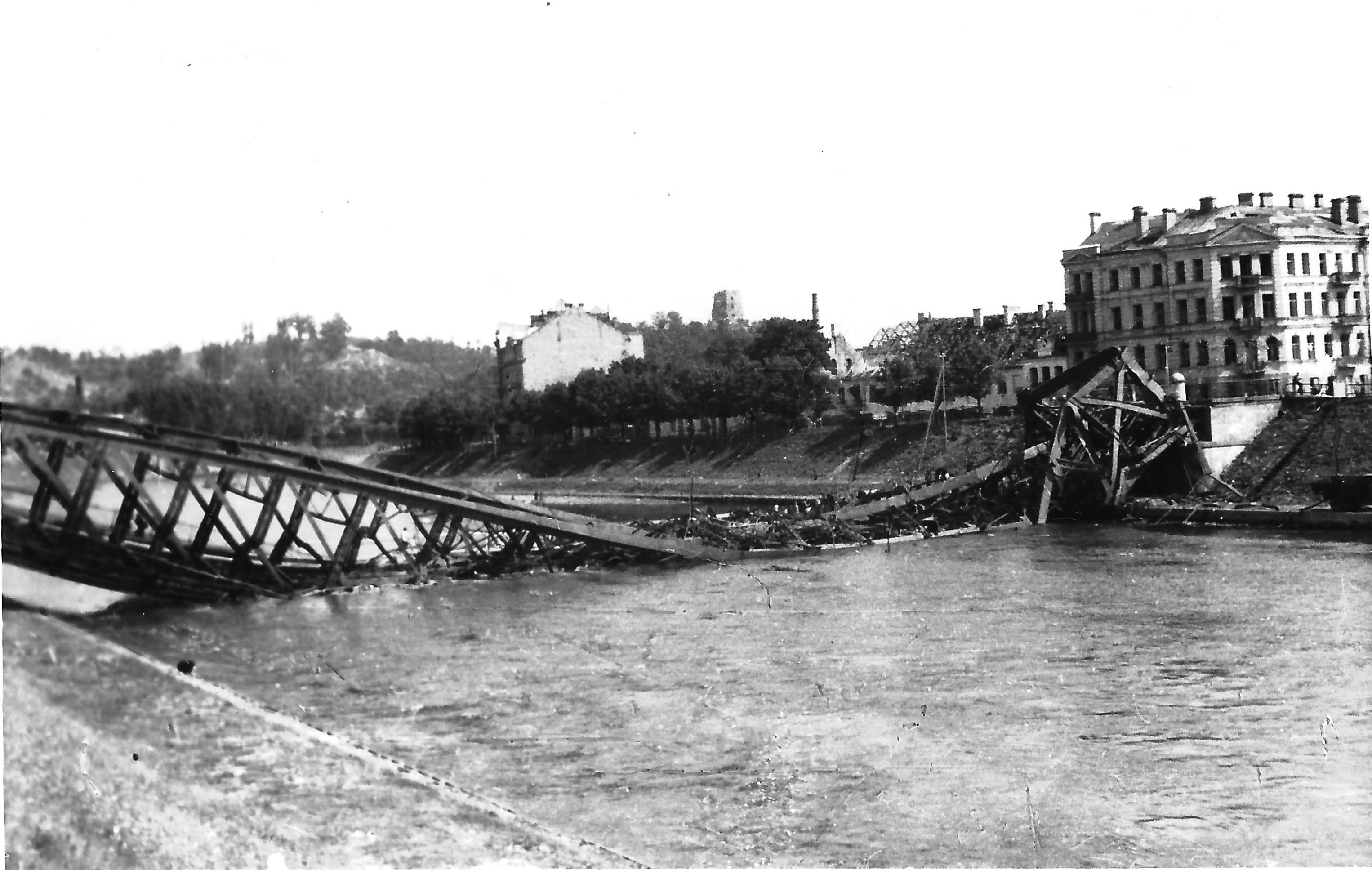
Wilno Zielony Most po przejściu frontu - 15 lipca 1944

## Literatura
- Вильнюсская операция // Литва: краткая энциклопедия. / редколл., предс. Й. Зинкус. Вильнюс, «Главная редакция энциклопедий», 1989. стр.181